# Lamyctes hellyeri
Lamyctes hellyeri är en mångfotingart som beskrevs av Edgecombe och Gonzalo Giribet 2003. Lamyctes hellyeri ingår i släktet Lamyctes och familjen fåögonkrypare. Inga underarter finns listade i Catalogue of Life.